# POST

Професійний POST-контролер

POST (англ. Power-On self-test) — програма самотестування комп'ютера, яку виконує центральний процесор після подачі живлення або отримання команди RESET. На сучасних системних платах окрім діагностичних задач на POST покладається також налаштування апаратних ресурсів комп'ютера та взаємодія з користувачем, що може вказати деякі параметри та обрати ті чи інші можливості для подальшої роботи.
POST складається з послідовних кроків, спрямованих на перевірку всіх вузлів та компонентів комп'ютера, кожний з яких відмічається контрольними точками або POST-кодами. Для візуалізації POST-кодів використовується один або декілька послідовних чи паралельних портів вводу-виводу, або ж Manufacturing Test Port — діагностичний порт 80h. В цьому випадку для відображення контрольних точок потрібен додатковий пристрій: POST-контролер, або як його ще називають діагностична POST-карта, за допомогою якої здійснюється моніторинг всіх етапів виконання POST. Це стає можливим за рахунок того, що POST-контролер перехоплює діагностичні повідомлення (коди) та наочно відображає їх цифровому індикаторі.
Крім візуальних засобів, процедури POST використовують також звукові повідомлення про ситуації, що склалися, та негаразди, які зафіксовані в процесі виконання. Деякі з них носять інформаційний характер і повідомляють про перебіг ініціалізації регістрів, контролерів чи окремих пристроїв; інші — слугують сигналом аварійного завершення POST внаслідок помилок або збоїв систем та вузлів комп'ютера.

## Звукові сигнали POST
На сьогодні не створені жодні стандарти, що регламентують формат звукових повідомлень. Проте слід зазначити, що більшість виробників використали короткий сигнал, щоб сповістити про успішне закінчення процедур POST.

### Звукові повідомлення InsydeBIOS
У тих випадках, коли хибне виконання InsydeBIOS призводить до фатальних помилок, до системного гучномовця спрямовується послідовність звукових сигналів, яку користувач почує за будь-яких умов, навіть якщо ще не проініційована відеосистема.
Логіка створення Beep Tones, а саме так називають звукові повідомлення в компанії Insyde Software, прозора й очевидна: кожен код помилки збільшується на одиницю та розкладається на дві групи по три біти у кожній з них. Наприклад, так:
- 07h :: 08h = 001 — 000

Ґрунтуючись на цьому формується аудіо-повідомлення, у якому нулі замінюються короткими звуковими сигналами, а одиниці  — довгими. Самі ж групи відмежовуються одна від одної паузами:
- 07h = К К Д пауза К К К пауза,

де К — короткий звук, Д — довгий звук.
На сьогодні відомо дев'ять звукових повідомлень:
- ККК—ККД	Помилки в роботі DMA-регістрів
- ККК—КДК	Помилки в роботі схем регенерації пам'яті
- ККК—КДД	Хибна контрольна сума BIOS
- ККК—ДКК	Помилки в CMOS-пам'яті
- ККК—ДКД	Помилки в роботі DMA-контролера
- ККК—ДДК	Помилки в роботі PIC-контролера
- ККК—ДДД	Помилки в роботі контролера клавіатури
- ККД—ККК	Помилки в роботі VGA-адаптера
- ККД—ККД	Помилки в оперативній пам'яті

### Звукові повідомлення PhoenixBIOS
Логічна та довершена система моніторингу, створена компанією Phoenix Technologies Ltd. [Архівовано 19 травня 2010 у Wayback Machine.], лишається незмінною вже майже двадцять років. Вона функціонує таким чином: якщо сталася фатальна помилка, що перешкоджає подальшій роботі комп'ютера, то останній POST-код розкладається на чотири групи. Наприклад, так:
- 16h = 00 01 01 10

До кожного елемента групи додається одиниця. У нашому прикладі це буде: 
- Код = 01 10 10 11

Генерується послідовність звукових сигналів шляхом перетворенням отриманого результату до десяткової системи:
- 1 — 2 — 2 — 3

### Звукові повідомлення AwardBIOS
У AwardBIOS, який від 1998 року теж належить компанії Phoenix Technologies Ltd. [Архівовано 19 травня 2010 у Wayback Machine.], система звукових повідомлень, що застосовується під час виконання його POST, значно простіша. Як повідомлялось у офіційних документах, окрім фінального сповіщення, про яке йшлося вище, звукова індикація виконується лише у двох випадках:
- негаразди з оперативною пам'яттю: послідовність коротких сигналів;
- проблеми з відеокартою: після довгого сигналу подається два коротких.

### Звукові повідомлення AMIBIOS
Під час виконання POST, розроблений компанією American Megatrends Inc. [Архівовано 19 грудня 2005 у Wayback Machine.] AMIBIOS8, надсилає до системного динаміка послідовність звукових сигналів про наступні ситуації з комп'ютерним обладнанням:
- 1 сигнал  — проблеми із схемами регенерації пам'яті;
- 3 сигнали — оперативна пам'ять недостовірна
- 6 сигналів — негаразди з контролером клавіатури
- 7 сигналів — помилка центрального процесора
- 8 сигналів — проблеми з відеокартою